# Educación permanente
La Educación Permanente (en inglés: Lifelong Learning) es un paradigma educativo abierto a cualquier etapa de aprendizaje de la vida de una persona. Es considerada como el movimiento que pretende llevar a todos los niveles y estados de la vida del ser humano hacia un aprendizaje continuo, para que a cada persona le sea posible tanto recibirla como llevarla a cabo y mejorar conocimientos, competencias y aptitudes. Desde un punto de vista pedagógico, se puede entender este movimiento como una de las revoluciones más importantes de la época contemporánea.
Aunque la educación permanente y la educación para adultos ofrecen una educación posterior a la edad escolar, esta última se centra en una determinada etapa de la vida, la edad adulta, mientras que la primera pretende la adquisición de conocimientos y destrezas de forma continua a lo largo de la vida de la persona para que esta pueda adaptarse a los cambios que a su alrededor se vayan ocasionando, dándose, de este modo, un desarrollo integral de la persona y una mayor calidad de vida.

## Perspectiva histórica
Desde una perspectiva histórica, se distinguen tres fases sucesivas de elaboración del concepto de educación permanente.[cita requerida]
- En la primera fase se pone el acento en la educación de adultos. El principio inicial es el de que nada de lo que procede de la educación de la escuela o de la pedagogía tradicional puede servir para la Educación de Adultos sin una adaptación radical.
- En el segundo periodo, teóricos y prácticos toman conciencia del hecho de que entre educación de jóvenes y educación de adultos no existe barrera; continuidad entre la una y la otra. Aun con la aparición de la noción nueva de Educación Permanente no modifica los conceptos tradicionales.
- En la tercera fase, el concepto de Educación Permanente adquiere un sentido más amplio. Se concibe la educación como extensiva a toda la duración de la vida humana; el final de la escolaridad obligatoria no es el final de la educación.

Es importante diferenciar que frecuentemente se toman como sinónimos la educación permanente y la educación continua, pero no es así, son conceptos diferentes. Según Abel Pérez Rojas, la educación permanente "es una visión filosófica de la vida tendiente a desarrollar movimientos de formación  individuales y colectivos liberadores;  se sustenta en el principio de educabilidad en el hombre". Por su parte, "la educación continua es una prolongación de los espacios formales y surge como un esfuerzo para atender las necesidades de especialización y actualización de las personas".

## Antecedentes de la Educación Permanente

### En Europa
En los comienzos de la historia de la educación, nos encontramos con referencias concretas sobre la necesidad de que esta se lleve a cabo a lo largo de toda la existencia.
En este sentido, cabe citar la paideia griega y la Ilustración europea.
Estas anotaciones no son las únicas, entre los precursores de esta idea ha de señalarse a Platón (427-348 a. J.C.), que ya sostuvo que la educación debía prolongarse hasta los cincuenta años. Siglos más tarde, Comenio (1592-1670) asoció a la noción de educación a las ideas de continuidad, integralidad y universalidad.
En los siglos XVIII y XIX, las actividades «voluntaristas», esporádicas y asistemáticas se transformaron y se alcanzaron mayores niveles de organización e institucionalización. 
Entre los factores que influyeron en este cambio se encuentran las iniciativas promovidas por la Iglesia luterana, el nuevo orden político preconizado por la Revolución francesa y la Revolución industrial. El organismo que ha contribuido en mayor medida a impulsar y desarrollar este ámbito de la educación ha sido la Unesco. Entre las conferencias internacionales más significativas organizadas sobre este tema, destacan las celebradas en: Elsinor (Dinamarca, 1949), Montreal (Canadá, 1960), Tokio (1972), París (1985), Hamburgo (1997), Sofía (2002) y Bangkok (Tailandia, 2003). A estas hay que añadir, además, la Conferencia General que tuvo lugar en Nairobi (1976), y cuya aportación singular es la consideración de la educación de adultos como un subconjunto del proyecto global de educación permanente. Por su parte, la Conferencia de Dakar (Senegal, 2000) la sitúa dentro del marco de la educación para todos y plantea, como objetivo principal, que se atiendan las necesidades de aprendizaje de todos los adultos y se reduzca, en los próximos quince años, el número de analfabetos en un 50% –hay 880 millones de personas que no saben ni leer, ni escribir, y la mayoría son mujeres.
Más lejana a nuestro tiempo es la defensa de este presupuesto que se encuentra en el Informe presentado en 1792 a la Asamblea Nacional Francesa por Condorcet. En dicho documento, se afirma que la instrucción debería abarcar todas las edades, pues no hay ninguna en la que no sea útil y posible aprender. Otra cita ineludible es el Informe final del Comité para la Educación de Adultos del Ministerio de Reconstrucción Inglés (Londres, 1919), donde se hace constar que la educación de adultos no es un lujo reservado a un grupo privilegiado de individuos, sino parte integrante de la vida social. Por ello, deberá ser asequible a todos, a la vez que permanente. 
La implantación de la educación durante toda la vida en el seno de la sociedad es una de las propuestas esenciales que Delors (1996) fórmula para afrontar las novedades que surgen y que afectan tanto a la vida privada, como a la vida profesional. Supone una transformación radical del concepto de educación, y no solo implica la prolongación de los procesos educativos –sean estos formales, no formales o informales–, sino que también propicia la aparición un nuevo modelo contrapuesto a la educación tradicional.
Hasta no hace mucho tiempo, se defendía que el proceso de enseñanza debía centrarse, únicamente, en etapas concretas –la niñez y la juventud. Se hacía hincapié en que el sujeto aprendiera en dicho período todo lo que fuera a necesitar, puesto que esta era la única etapa de la vida en la que se podían adquirir conocimientos. De este modo, el desarrollo de destrezas, habilidades y actitudes que facilitaran a la persona el aprender a aprender quedaba relegado a un segundo plano.
Las políticas educativas comunitarias no han sido tan homogéneas y coherentes como cabría esperar.
Las primeras décadas de la puesta en marcha de la Unión Europea se caracterizan, en líneas generales, por la tardanza en el tratamiento de las cuestiones relacionadas con la educación. Se[¿quién?] afirma que la educación ha sido la gran ausente en el comienzo del proceso de construcción europea. Una de las conquistas más relevantes es la obtención, no sin esfuerzo, de una interpretación amplia de los pocos artículos del Tratado de Roma relacionados con la educación. En relación con el tema que nos ocupa, hay que señalar que, en esos momentos, se confiere a la educación de personas adultas la finalidad de completar, continuar y ampliar los estudios iniciales de educación general y, especialmente, de formación profesional. 
El Tratado de Maastricht (1992) sentó, en los artículos 126 y 127, las bases jurídicas de la política educativa en lo que respecta al desarrollo de una educación de calidad y a la política de formación profesional, respectivamente. En el plano práctico, la Unión Europea se ocupa de manera específica de aumentar la cooperación europea en el campo de la educación de adultos a través de la acción Sócrates-Grundtvig, que pretende promover la innovación, la accesibilidad y la calidad de las actividades destinadas a este sector de la población.
En esta línea, la proclamación del Año Europeo de la Educación Permanente (1996) y la publicación del Memorándum sobre el Aprendizaje Permanente (2000) representaron hitos muy importantes para la formación permanente. Por primera vez, se dedicaba un año europeo a la educación y, específicamente, a la educación de personas adultas.

### En España
Los términos "educación de adultos" y "educación permanente" son conceptos que se han mezclado en muchas ocasiones, provocando confusiones que han tergiversado el contenido real y el significado propio implícito en cada uno de ellos.
Sin embargo, desde hace algunas décadas,[¿cuándo?] se viene desarrollando un intento clarificador que ha llevado a la mayoría de especialistas[cita requerida] a la siguiente precisión: la educación permanente sirve como marco referencial, no solo a la educación de adultos, sino también al conjunto del proceso educativo, al plantearse como "sistema de los sistemas educativos".[cita requerida]

“El gobierno fomentará el establecimiento de lecciones de noche y de domingo para los adultos cuya instrucción haya sido descuidada o que quieran adelantar los estudios”
(Artículo 106, Ley Moyano 1857).

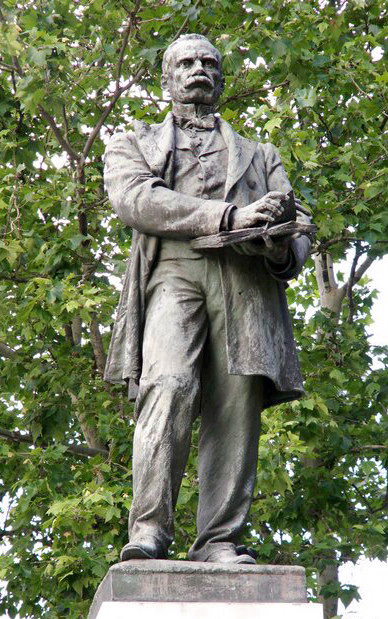
Estatua a Claudio Moyano en la cuesta homónima de Madrid.

De esta forma se quiso dar respuesta al 81% de analfabetos existentes por entonces en España.
Durante el siglo XIX, tanto a nivel normativo como de estudios y reflexiones teóricas, existió una considerable preocupación por el fomento de la educación de las personas adultas. Prueba de ello son la Ley Someruelos de 1838 o la Ley Moyano de 1857 en el plano legislativo, y los estudios de Puig Sevall, Fontanalls del Castillo o el Boletín de la I.L.E. en un plano reflexivo-teórico y de análisis.
Las realizaciones del siglo XX pueden dividirse en tres etapas: República, Dictadura y Transición democrática.
La República impulsó significativamente la educación de las personas adultas. En mayo de 1931, se puso en marcha el Patronato de Misiones Pedagógicas y en agosto del mismo año se organizó un servicio de bibliotecas como instrumento de cultura popular. Fueron notorias las actividades llevadas a cabo por la Institución Libre de Enseñanza: Museo Pedagógico, Instituto Escuela, Misiones Pedagógicas. Sin embargo, el periodo republicano pronto se vio truncado por la conflictividad, la Guerra Civil (1936-1939) y la implantación del franquismo
La etapa franquista se caracterizó por la influencia del nacionalcatolicismo, la doctrina del Movimiento Nacional impartida por la Sección Femenina, la Organización Juvenil Española y las escuelas de mandos. En 1950 se creó la Junta Nacional contra el analfabetismo, como anticipo de la Campaña Nacional de Alfabetización, que se llevaría a cabo durante la década de los años sesenta, coincidiendo con el 
desarrollo económico.
En la postguerra, y dado el gran número de analfabetos existentes en España, el franquismo hizo de las campañas de alfabetización su objetivo prioritario en materia de educación de adultos, tratando de reparar las deficiencias de la instrucción elemental, con un enfoque centrado en una enseñanza primaria, tal y como expresó el Libro Blanco de 1969.
El principio de la educación permanente fue tenido en cuenta por el Libro Blanco de 1969, en su análisis y proyección de futuro. Del mismo modo, la Ley General de Educación de 1970, lo incorporó como "una amplia atalaya desde la cual la ley ha construido un sistema flexible, único e interrelacionado", en palabras de Manuel Puelles.[cita requerida]
En la estela de la LGE, se puso en marcha el Programa de Educación Permanente de Adultos con la Orden Ministerial de 26 de julio de 1973. El objetivo básico y prioritario del Programa era proporcionar una formación elemental a las personas que en su momento y por diferentes causas no pudieron completar la EGB.
Tras la Constitución española de 1978, con un nuevo orden político y territorial (además del contexto general de cambio y renovación de estructuras), surgieron importantes planes de actuación por iniciativas de Comunidades Autónomas, Ayuntamientos y otras instituciones. También se desarrollaron en el ámbito estatal los Programas de Educación Compensatoria, llamados “Programas de Educación Permanente de Adultos” y los Programas de Formación Profesional.
Esta situación, impulsada por una sociedad cada vez más dinámica y moderna, genera la necesidad de hacer una oferta más amplia desde el sistema educativo. De ello se hace eco la administración socialista, en el gobierno desde 1982 (en realidad 1983), que impulsará una considerable labor de análisis y debate sobre la educación de adultos en España, que culmina con la aparición en 1986 del Libro Blanco de la Educación de Adultos, en el que se establecía una serie de líneas de actuación futura para la educación de las personas adultas.
Con la Orden Ministerial de 8 de mayo de 1989 se perseguirá un modelo transformador, convirtiendo a los Centros de Adultos en algo más que instituciones expedidoras del Graduado escolar, para ser centros en los que se impulsen y satisfagan necesidades socio-culturales, ocupacionales y de formación y rectificación profesional. 
En 1990 se promulga la LOGSE, que recoge la nueva concepción de la Educación de Adultos en el Título III. Este nuevo marco legal recoge los principios de la educación permanente, pero no incorpora la Educación de Adultos al Sistema Educativo, ya que no está incluida en las Enseñanzas de régimen General ni especial, delimitadas en el artículo 3º del Título Preliminar. Así pues, la educación de adultos en España quedó definida en términos de política escolar y académica de promoción social y cultural.
Actualmente la Educación Permanente se recoge en la Ley Orgánica de Educación (LOE), así como en la Orden de 10 de agosto de 2007, por la que se regula el Plan Educativo de Formación Básica para Personas Adultas.
Desde la promulgación de la LOGSE, las políticas de los sucesivos gobiernos, han conseguido incrementar el porcentaje de población adulta que sigue su proceso formativo, situándose en niveles ligeramente superiores a la media europea. Así, en 2008, el 10,4% de españoles entre 25 y 64 años participaba en educación formal o no formal, una cifra similar al 9,5% de la Unión Europea de 27 países, aunque lejos de las cifras de países como Suecia o Dinamarca, por encima del 30%.
En esta línea se crea en 1992 el Aula Mentor, un sistema de formación a través de Internet promovida por el Ministerio de Educación de España a través de la Subdirección General de Aprendizaje a lo largo de la vida, unidad dependiente de la Dirección General de Formación Profesional. Nace a principios de los años noventa en el seno del Programa de Nuevas Tecnologías de la Información y la Comunicación (PNTIC. Actualmente CNICE) con el objetivo de proporcionar un sistema de formación para personas adultas utilizando las tecnologías de la información y la comunicación en el ámbito de la formación no reglada con un enfoque abierto, flexible y a distancia a través de la red Internet.

### En América Latina
Si bien pueden ubicarse experiencias de educación para adultos desde la época colonial, es Domingo Faustino Sarmiento uno de los primeros impulsores de la modalidad en todo el continente, creando las primeras escuelas para adultos en la Provincia de Buenos Aires, Argentina. En la mayoría de los países de América Latina la preocupación por la enseñanza a los adultos nace junto con el surgimiento de los sistemas escolares modernos. Esta preocupación fue tanto de los gobiernos de cada país como de diversos actores de la sociedad civil, como iglesias, organizaciones sindicales o partidos políticos, que desarrollaron también experiencias educativas para adultos. En sus orígenes, esta educación no se consideraba prioritaria porque se esperaba que la extensión del sistema educativo en la infancia diera paso a la eliminación del analfabetismo.
Recién a partir de la década de 1940, luego de la Primera Conferencia Mundial de Educación de Adultos, organizada por UNESCO en Elsinor (1949), comienza a instalarse como problema específico en el campo pedagógico y en las políticas públicas. De forma general, pueden distinguirse tres períodos en el desarrollo de la modalidad en el continente:
- Las décadas de 1940 y 1950, en donde se da impulso al desarrollo de la modalidad, con gran influencia norteamericana;
- Las décadas de 1960 y 1970, en donde surge con gran impulso la perspectiva de la Educación Popular, influenciada especialmente por la propuesta de Paulo Freire;
- La década de 1980 en adelante, en donde se registra una influencia de las políticas educativas neoliberales.[11]

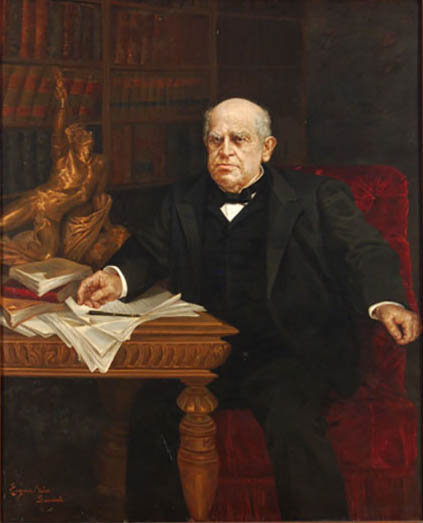
"Todos los problemas son problemas de educación".

#### En Argentina
Hacia fines del siglo XIX e inicios del siglo XX, el panorama de la Educación de Adultos en Argentina fue heterogéneo y poco centralizado, siendo la principal preocupación la alfabetización. La sanción de la Ley 1420 de Educación Común (1884), permite que esta comience a reglamentarse. Inicialmente es considerada dentro de las escuelas especiales, y comienzan a funcionar escuelas para adultos en las escuelas primarias comunes, pero en turno vespertino. Más allá de esta reglamentación, continuaron existiendo  iniciativas -que en muchos casos preexistían a la sanción de la ley- vinculadas a sectores de la sociedad civil, anarquistas y socialistas especialmente.
En esta época también comienzan a darse los primeros debates relevantes sobre educación de adultos, durante la realización del Congreso Pedagógico (1900), que continúan hasta 1922, en donde el Consejo Nacional de Educación sanciona una nueva reglamentación, específica para la Educación de Adultos, en la que se establecen tres tipos de escuelas: primarias, superiores y complementarias. Se organiza, de esta manera, por primera vez un subsistema para la Educación de Adultos, siendo el estado el principal regulador y debilitando otras experiencias y discursos existentes.
La política educativa de los gobiernos de facto durante la llamada década infame (de 1930 a 1943) estuvo centrada específicamente en el analfabetismo. Se desarrolla en el año 1934 el Congreso Nacional de Analfabetismo, haciendo mucho énfasis en la educación para el trabajo.
La llegada del primer gobierno Peronista  marca una enorme expansión y masividad del sistema educativo, con un fuerte fomento de la educación técnica en los niveles secundarios y universitarios. Para el Peronismo, el sujeto adulto ya no será más interpelado en tanto analfabeto sino en tanto trabajador, siendo así un sujeto político, económico y cultural. Las escuelas nocturnas se expanden y se focalizan en la preparación para el trabajo. Además se conforman, en vinculación con los sindicatos, espacios de capacitación político-sindical, en donde se ofrecían cursos para las personas que no habían finalizado la primaria.
A partir del gobierno de Arturo Umberto Illia, la Educación de Adultos cobra especial relevancia, en el marco del proyecto desarrollista que la vinculaba a la modernidad y progreso. Este discurso estuvo influido por las políticas de organismos internacionales en la materia. Se crea en 1965 el Programa Nacional Intensivo de Alfabetización y Educación de Adultos, siendo la primera campaña de alfabetización masiva organizada desde el Estado Nacional.
Más adelante, en 1968, durante el gobierno de facto de Onganía, se crea la Dirección Nacional de Educación del Adulto (DINEA). Esta dirección era la responsable de generar acciones educativas nacionales para adultos, reivindicando la adultez como una etapa particular de la educación, y necesaria para el proyecto desarrollista. La DINEA lleva adelante la creación de los Centros Educativos de Nivel Secundario (CENS) y Nivel Terciario (CENT), a partir de la firma de convenios con sindicatos, empresas y organizaciones de la sociedad civil.
Bajo el gobierno de Cámpora en 1973, se crea la Campaña de Reactivación Educativa de Adultos para la Reconstrucción (CREAR), que no fue pensada únicamente como una campaña de alfabetización sino como una propuesta educativa acorde a los intereses y necesidades de los/as adultos, inspirada en postulados freireanos.
Todos estos avances fueron interrumpidos bruscamente a partir de la última dictadura cívico-militar iniciada en 1976, donde la mayoría de los proyectos de educación para adultos se suspenden. En 1981 la DINEA comienza a desmantelarse, siendo transferidas los CENS y escuelas de adultos a las provincias.
En la década de 1980, nuevamente aparece un énfasis en la alfabetización, sin políticas tendientes a reconstruir el desmantelamiento generado por el gobierno militar. Entre 1984 y 1990, funcionó el Plan Nacional de Alfabetización, única política a nivel nacional llevada adelante durante el periodo. También, se creó la Comisión Nacional de Alfabetización Funcional y Educación Permanente (CONAFEP), de la cual la DINEA pasa a formar parte.
En 1992 la DINEA fue cerrada definitivamente y en abril de 1993 el Gobierno Nacional sanciona la Ley Federal de Educación N° 24.195, que marca un claro giro neoliberal al respecto de las políticas educativas a nivel general. Con respecto a la Educación de Adultos, esta es considerada por la ley dentro de los “regímenes especiales”, junto con la educación especial y la educación artística. La Educación de Adultos es, así, principalmente entendida en términos compensatorios, quitándole especificidad y quedando librada a las posibilidades provinciales, lo que conllevo una amplia heterogeneidad en las propuestas a lo largo del país.
En diciembre de 2006 se sanciona la Ley 26.206 de Educación Nacional (LEN). Entre sus aspectos fundamentales, se destaca la consideración de la educación como un bien público y un derecho de las personas. También, determina la extensión de la obligatoriedad escolar desde los 5 años hasta la finalización del nivel secundario en todo el territorio nacional. En este marco de esta Ley, hay cambios en la Educación de Adultos. Esta es, por un lado, incorporada como una modalidad del sistema educativo, dándole mayor jerarquía y adquiriendo una centralidad que había perdido en décadas anteriores. Se aprueba el “Plan Federal de Educación Permanente de Jóvenes y Adultos 2007-2011”, que determinaba el diseño de programas para el cumplimiento de la obligatoriedad escolar en mayores de 18 años. Entre estos programas, se destaca el Plan de Finalización de Estudios Primarios y Secundarios (Plan FinES). Por otro lado, la ley define a esta modalidad como “Educación Permanente de Jóvenes y Adultos”, siendo así la educación pensada como posibilidad a lo largo de la vida de los sujetos, y no únicamente como instancia de finalización de la escolaridad formal.
Producto de la crisis educacional iniciada con los avances del neoliberalismo, y la gran vacancia educativa de escuelas para adultos en todo el país, entre fines de los años 90 y principios del 2000 comienzan a surgir, especialmente en la Ciudad y la Provincia de Buenos Aires, experiencias de Educación de Adultos promovidas por organizaciones sociales, conocidas como Bachilleratos Populares. En la actualidad, existen una enorme diversidad de propuestas educativas con muy diversos actores sociales. Las nuevas ofertas propuestas por la LEN se sumaron a las históricas, se entrecruzaron diversos modelos institucionales y programas de diversas jurisdicciones pueden superponerse.

## Tipos
Complementándose entre sí, se puede decir que existen varios tipos de Educación Permanente. Así pues, encontramos las siguientes:
- Profesional: Su objetivo es hacer posible que el individuo se adapte sin problemas a los cambios tecnológicos, así como asegurar la movilidad del profesional trabajador. Lo que busca este tipo de educación es una adecuación del individuo a las exigencias del entorno laboral y profesional. Principalmente está dirigida a personas adultas que necesitan un reciclaje en su trabajo.[18]
- Político: Fomenta las capacidades para asumir los derechos y deberes. Este tipo de educación debe hacer ver los límites y las posibilidades del desarrollo social, así como mostrar los dobles mensajes de las fuentes de información. La búsqueda de un pensamiento crítico es deseable para que las personas puedan tomar decisiones coherentes al respecto.
- General: Busca defender la igualdad de oportunidad, así como equilibrar las desigualdades generales. Fomentar la sensibilización hacia la inclusión, y fomentar una visión real hacia la exclusión social estarían también en los contenidos de este tipo.

Al entender que una educación es permanente en el momento en que es capaz de ocasionar cambios en el individuo, no nos interesa ver si el cambio efectuado es bueno o malo, nos basta con saber que ese cambio se ha producido o no.
Se defiende la idea de que es necesario concebir un sistema educativo donde se utilicen y aprovechen todos los recursos que existan en una determinada sociedad. Entendiéndose en esta línea la Educación Permanente como una intervención socioeducativa en un grupo concreto que busca convertir a cada individuo en sujetos activos tanto de su transformación como la de su entorno, buscando ante todo una mejor calidad de vida.
Según los recursos que se es capaz de ofrecer, la Educación Permanente posee diversas características:
- De formación: Favorece el desarrollo de la capacidad crítica y la adquisición de conductas de las personas. Por ejemplo: debates, foros…
- De difusión: Favorece el acceso a determinados bienes culturales propios de la comunidad donde se desarrolla. Por ejemplo: salidas a museos.
- Artísticos: Favorecen la expresión en todos los sentidos y constituyen formas de iniciación en el desarrollo de los lenguajes creativos. Por ejemplo: expresión corporal.
- Lúdicos: Favorecen el desarrollo corporal. Por ejemplo: ir de excursión.
- Sociales: Favorecen la vida asociativa y proporcionan atención a las necesidades grupales. Por ejemplo: Actividades como alfabetización.
- Emocionales: Propician el crecimiento personal a través del acompañamiento educativo para conocer mejor las emociones, siendo un tipo de aprendizaje terapéutico ya que persigue que las personas encuentren un buen equilibrio en sus vidas.